# Lac Usborne
Le lac et le dépôt forestier Usborne sont situés à 45 km au nord de Fort-Coulonge, Québec, Canada, dans la municipalité de Lac-Nilgaut. 

## Présentation

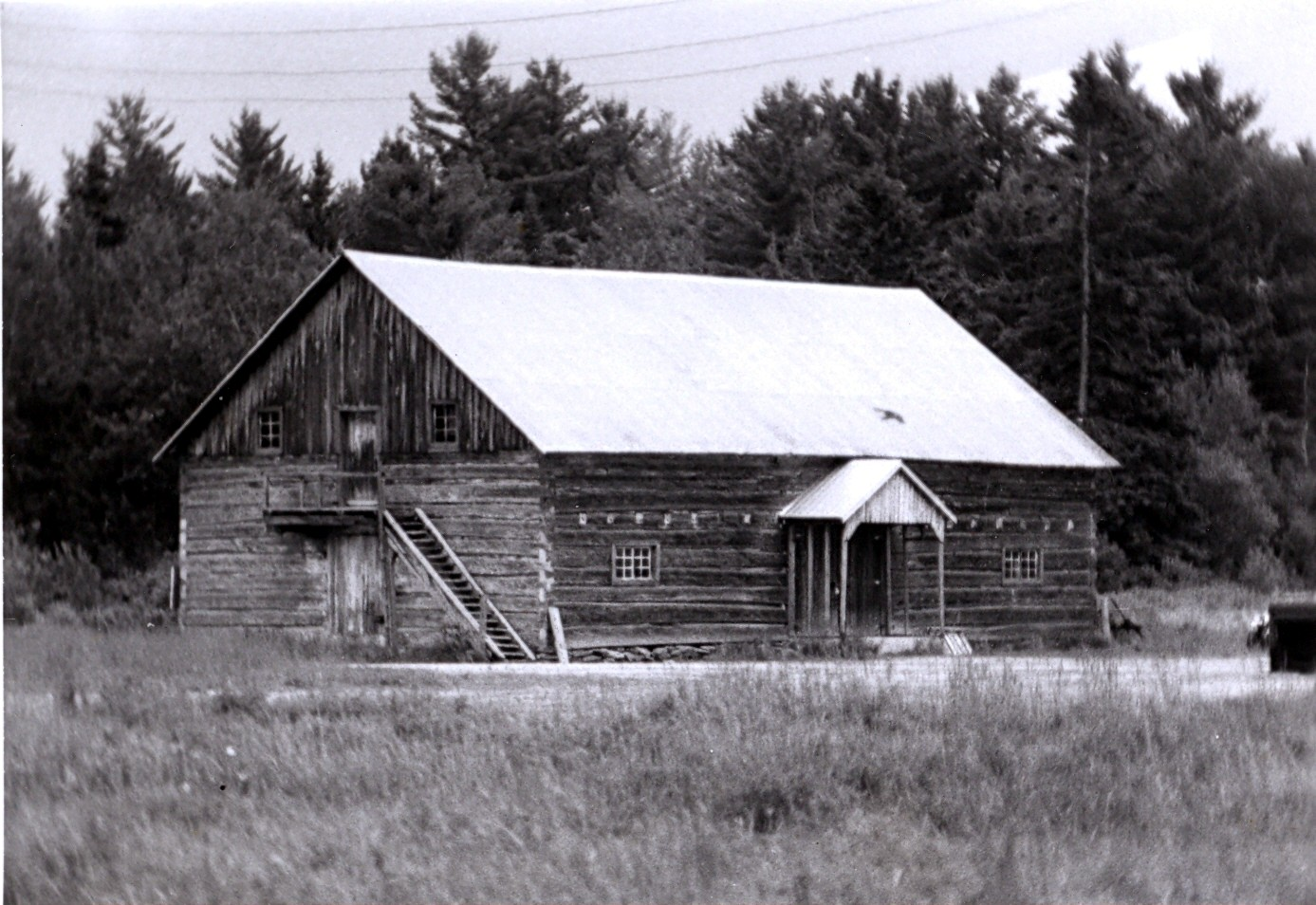
Usborne Depot

Le lac est en fait l'élargissement du ruisseau John-Bull, avant que celui-ci se déverse dans la rivière Coulonge-est.

## Toponymie
Le toponyme provient d'un des membres de la famille Usborne, entrepreneurs forestiers de la première moitié du XIXe siècle, Henry, né en 1811 ou George William, né en 1796, commerçants à Québec. Les deux possédaient des installations de stockage et de transformation du bois à Arnprior, Ontario et à Portage-du-Fort, Québec. L'installation du dépôt forestier et d'une scierie à Fort-Coulonge daterait de 1878 .